# Gare de Nagasaki
La gare de Nagasaki (長崎駅, Nagasaki-eki) est une gare terminus de la ville de Nagasaki, capitale de la préfecture éponyme, au Japon. Elle est exploitée par la compagnie JR Kyushu.

## Situation ferroviaire
La gare de Nagasaki marque la fin des lignes Shinkansen Nishi Kyūshū et Nagasaki.

## Histoire
La gare est ouverte le 5 avril 1905 par la compagnie Kyushu Railway. Elle est située à 1,6 km de l'ancienne gare de Nagasaki (actuelle gare d'Urakami).
La gare fut gravement touchée par les bombardements du 9 août 1945.
En mars 2020, les voies de la gare sont surélevées.
Le 23 septembre 2022, la gare devient le terminus de la ligne Shinkansen Nishi Kyūshū.

## Service des voyageurs

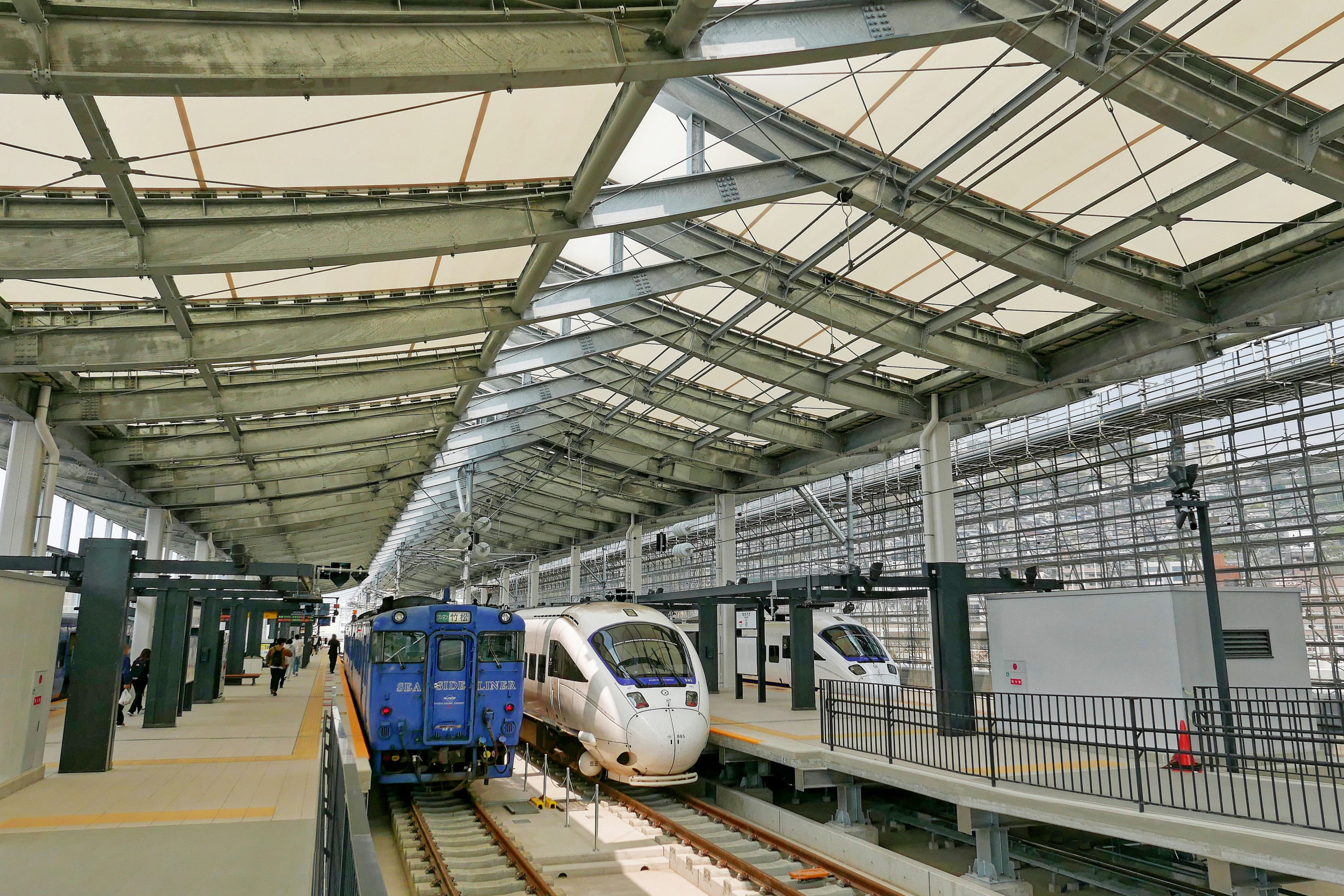
Vue des quais.

### Accueil
La gare dispose d'un bâtiment voyageurs ouvert tous les jours, avec des guichets et des automates pour l'achat de titres de transport.

### Desserte
- Ligne principale Nagasaki :
  - voies 1 à 5 : direction Isahaya (interconnexion avec la ligne Ōmura pour Huis Ten Bosch et Sasebo)
- Ligne Shinkansen Nishi Kyūshū :
  - voies 11 à 14 : direction Takeo-Onsen

### Intermodalité
L'arrêt Nagasaki-Ekimae du tramway de Nagasaki se trouve en face de la gare.